# Lago di Boraboy
Il lago di Boraboy, noto anche come lago di Kocabey, (in turco: Boraboy Gölü o Kocabey Gölü) è un lago sbarrato da una frana nella provincia di Amasya, in Turchia. Il lago e i suoi dintorni sono stati dichiarati parco naturale nel 2014.

## Geografia
Il lago si trova nell'ilçe (distretto) di Taşova della provincia di Amasya. Si trova ad ovest della città di Boraboy. La sua distanza da Taşova è di 21 km e da Amasya è di 61 km.
Il lago si trova in una valle di 1.051 m di altitudine, orientata a est-ovest, sulle montagne del Mar Nero. Si è formato quando il fiume è stato bloccato da frane e faglie nel giurassico. La diga causata dalle frane è stata rafforzata in seguito con uno sbarramento di cemento per evitare che venisse spezzata dalle alluvioni.
Lo specchio d'acqua è lungo 675 m e ha una larghezza massima di 175 m. La sua superficie totale è di circa 4 ettari, e la sua profondità massima è di 11 m. Il lago gela nel periodo invernale.

## Parco Naturale
L'area del lago è stata dichiarata parco naturale dal Ministero dell'Ambiente e delle Foreste nel 2014. Si estende su un'area di 259 ettari, costituita prevalentemente da foreste demaniali e da una piccola parte agricola. L'altezza media del parco naturale è di 1.215 m. Il posto più alto è Kaleboynu Hill a 1.383 m. Sulle pendici settentrionali del parco naturale, le specie arboree comuni sono il faggio orientale (Fagus orientalis), il pino nero (Pinus nigra), il pino silvestre (Pinus sylvestris L.), il cerro (Quercus cerris) e la quercia endemica, mentre la vegetazione lungo le pendici meridionali è composta per lo più da arbusti diversi. La sponda settentrionale del lago è meno scoscesa e offre così posti per fare un picnic. Il parco naturale offre attività ricreative all'aperto come trekking, motocross, fuoristrada, fotografia naturalistica. Ci sono alcune strutture ricettive del Ministero delle Foreste e del comune di Boraboy.